# David Paice
David James Paice (Darwin, 24 novembre 1983) è un ex rugbista a 15 australiano, che giocava nel ruolo di tallonatore. In carriera è stato internazionale per l'Inghilterra, con la quale ottenne un totale di otto presenze.

## Biografia
Di madre scozzese, Paice crebbe a Brisbane, in Australia, e rappresentò il Queensland a livello scolastico. Nel luglio 2003 si trasferì in Inghilterra per entrare nella scuola dei London Irish, al cui team U-19 fu subito aggregato.
Per motivi di ascendenza, Paice ha diritto alla cittadinanza anche del Regno Unito; poté inoltre scegliere a quale federazione appartenere, se a quella australiana per diritto di nascita e cittadinanza, quella scozzese per linea materna oppure quella inglese per residenza e militanza nel campionato. La scelta ricadde su quest'ultima e Paice fu chiamato nella selezione U-19 e poi negli England Saxons, con i quali nel 2008 ha partecipato al Sei Nazioni di categoria; nella primavera successiva è stato chiamato da Brian Ashton nella rosa della Nazionale inglese in vista del tour neozelandese di giugno.
Paice vanta 2 incontri con la Nazionale inglese, entrambi nel 2008.